# کینچیا
کینچیا (به اسپانیایی: Quinchía) یک سکونتگاه مسکونی در کلمبیا است که در Coffee Cultural Landscape of Colombia واقع شده‌است.

## خصوصیات
کینچیا ۱۴۹٫۸ کیلومترمربع مساحت و ۳۱٬۹۹۶ نفر جمعیت دارد و ۱٬۸۲۵ متر بالاتر از سطح دریا واقع شده‌است.